# L'isola del terrore (film)
L'isola del terrore (Terror Island) è un film muto del 1920 diretto da James Cruze, prodotto dalla Famous Players-Lasky Corporation e distribuito dalla Paramount-Artcraft Pictures nell'aprile del 1920. L'interprete principale è Harry Houdini. Le riprese vennero effettuate nell'isola di Santa Catalina, in California.

## Trama
Beverly West, il cui padre è tenuto prigioniero da una tribù di indigeni dei Mari del Sud, chiede aiuto a Harry Harper, inventore di un dispositivo sottomarino per il recupero di navi affondate. Il riscatto richiesto dagli indigeni è una rara perla concupita anche da Job Mourdant, il tutore di Beverly, che rapisce la ragazza e tenta di ucciderla. Harry, che li ha seguiti, la salva. Sull'isola, Harry viene catturato ma, riuscito a fuggire, salva ancora una volta Beverly che è stata gettata in mare in una cassa di ferro. Le sue imprese impressionano così tanto gli indigeni che finiscono per liberare Beverly e suo padre che, insieme a Harry, possono partire a bordo di un'imbarcazione a vela.

## Produzione
Il film, il cui titolo di lavorazione era Salvage, fu prodotto dalla Famous Players-Lasky Corporation

## Distribuzione
Il copyright del film, richiesto dalla Famous Players-Lasky Corp., fu registrato il 13 marzo 1920 con il numero LP14920.
Distribuito dalla Paramount-Artcraft Pictures, il film uscì nelle sale degli Stati Uniti nell'aprile del 1920. Copia del film viene conservata alla Library of Congress. Nel 2008, la Kino Video lo ha distribuito in DVD in una versione incompleta (mancavano i rulli 3 e 4).

### Date di uscita
IMDb e Silent Era DVD
- USA: aprile 1920
- UK: 9 maggio 1921
- Finlandia: 16 ottobre 1922

Alias
- La isla del terror,	Spagna
- Salvage, USA (titolo di lavorazione)